# Franklin (condado de Merced)
Franklin es un lugar designado por el censo ubicado en el condado de Merced, California, Estados Unidos. Según el censo de 2020, tiene una población de 6919 habitantes.

## Geografía
Está ubicado en las coordenadas 37°19′39″N 120°31′56″O / 37.32750, -120.53222.